# Sweet
Sweet (originalmente The Sweet) es una banda británica de música rock, una de las pioneras del género glam rock existentes en la década de 1970, con la formación original compuesta por Brian Connolly, Steve Priest, Frank Torpey, y Mick Tucker. Torpey más tarde fue sustituido por Mick Stewart y luego en agosto de 1970 por el definitivo Andy Scott.
Durante los primeros años entre 1971 y 1972, el estilo musical de Sweet siguió una progresión marcada desde el estilo de The Archies (conocido como bubblegum pop o pop chicle) —tal es el caso de su primer éxito, «Funny Funny»—, hasta evolucionar a un estilo de The Who, influidos por el rock pesado complementado por un sorprendente uso de agudos coros.
La banda alcanzó un notable éxito en las listas británicas con trece top 20 hits durante la década de 1970, cinco alcanzando el número 2 como la hoy clásica y legendaria «The Ballroom Blitz» y «Block Buster!», dicho tema fue el único en llegar al Top 1 del Reino Unido. En Estados Unidos su éxito fue algo menor, aunque tuvieron giras muy exitosas en ese país. Allí tuvieron cuatro éxitos Top 10 de Billboard. Sin embargo, el país donde triunfaron con mayor éxito fue Alemania (considerado su segundo hogar), con quince éxitos Top 10, de ellos ocho en el tope de las listas.
Los miembros de Sweet sufrieron una serie de cambios durante diferentes períodos. Scott, Connolly y Priest también formaron su propio «Sweet», lo que resulta en las bandas por separado Sweet Steve Priest, Sweet Andy Scott y BC Sweet. Esto fue motivado porque nunca existió una verdadera lucha legal por los derechos y exclusividad del uso del nombre original, en vista de que cada uno lo usó de una forma diferente, aun cuando interpretaran los mismos éxitos por su cuenta.
Connolly falleció el 9 de febrero de 1997 luego de largos y sucesivos padecimientos cardíacos y hepáticos (situación que mermó significativamente su carrera en solitario), Tucker el 14 de febrero de 2002 a causa de la leucemia, y Priest el 4 de junio de 2020. Andy Scott es el único miembro que sigue activo con su propia banda.

## Historia

### Orígenes
Los orígenes de Sweet se remontan a 1965, en el Reino Unido con la banda Wainwright’s Gentlemen, que incluía al baterista Mick Tucker y al cantante Ian Gillan.
El grupo se limitaba a presentarse en pequeños clubes del país tocando una mezcla de rhythm and blues y psicodelia. Gillan renunció en mayo de 1965 para unirse a Episode Six, y más tarde, a Deep Purple, donde se consagró.
La sustitución de Gillan fue con el cantante Brian Connolly. Tucker y Connolly se quedaron con Wainwright's Gentlemen hasta principios de 1968.

### Los primeros años
En enero de 1968, Brian Connolly y Mick Tucker abandonan Wainwright's Gentlemen para formar otra banda, a la que hacen llamar Sweetshop. Posteriormente, se contrató al bajista y cantante Steve Priest, proveniente de una banda local llamada The Army, quien previamente había tocado con otra agrupación de Londres, The Countdowns. Frank Torpey, un amigo de Tucker, fue contratado para tocar la guitarra. No pasó mucho tiempo para darse a conocer en el circuito de bares y que lograran firmar con el sello discográfico Fontana.
A la vez, otra banda del Reino Unido publicó un sencillo con el mismo nombre de Sweetshop, por lo que ellos se vieron en la necesidad de cambiar el suyo al definitivo The Sweet. Su sencillo «Slow Motion» (julio de 1968) no llegó a pegar en las listas.
Con ello, Sweet fue liberado del contrato de grabación y Frank Torpey se marchó. Steve Priest explicó en su autobiografía que el guitarrista Gordon Fairminer se acercó para tocar con ellos cuando Torpey decidió irse, pero declinó la oferta ya que solo recibiría £15,00 por semana en ese tiempo.

### Nueva formación y nuevo contrato de grabación
En 1969 se unió el guitarrista Mick Stewart y The Sweet firmó un contrato récord con la etiqueta Parlophone de EMI. Tres sencillos más estilo Bubblegum Pop fueron puestos a la venta, «Lollipop Man» (septiembre de 1969), «All You'll Ever Get from Me» (enero de 1970), y una versión de The Archies «Get on the Line» (junio de 1970), que no fueron éxitos. Stewart a continuación salió y fue reemplazado por el ex Scafford, ex Mule Mayfield y ex The Elastic Band, el guitarrista Andy Scott, quien se quedó definitivamente y marcó un antes y un después en la historia de la agrupación.
Fuera de todos los miembros, Scott tuvo la experiencia más profesional (y fue el más brillante en su carrera posterior). Como miembro de The Elastic Band, él había tocado la guitarra en dos sencillos para la discográfica Decca: «Think of You Baby» y «Do unto Others». También apareció en el lanzamiento del álbum en solitario de la banda «Expansions on Life».
Con la nueva alineación (y la más reconocida) se logró un acuerdo con el hasta entonces desconocido equipo de productores y escritores compuesto por Nicky Chinn y Mike Chapman. Phil Wainman fue el productor ejecutivo. Este acuerdo también incluyó la distribución de discos por todo el mundo (a excepción de EE. UU.) y un contrato de grabación con RCA Records.
Sweet inicialmente trató de combinar varias influencias musicales, incluyendo la música sesentera con sonidos de pop juvenil como The Archies y The Monkees y con el uso de un rock más pesado al estilo de grupos como The Who. The Sweet además utilizó el rico estilo de la armonía vocal de The Hollies con guitarras distorsionadas y una sección de ritmo pesado.
Esta fusión de pop y el rock duro seguiría siendo una marca central de la música de Sweet e influiría fuertemente en la era «Hair metal» en los 80'.
Otra influencia de la década de 1960 en la música de The Sweet fue el baterista Sandy Nelson, quien parcialmente influyó en el estilo de tocar de Mick Tucker. En particular, el redoble que se escucha en canciones como «The Ballroom Blitz» y «The Man with the Golden Arm» contienen elementos del Top Ten de [Billboard] en 1961 de Nelson, «Let There Be Drums».

### Primera aparición
La primera aparición de Sweet con un álbum de estudio fue con el sello Music For Pleasure de EMI. Después de tres sencillos sin álbum y con poco éxito comercial bajo EMI Parlophone (previamente habían lanzado el álbum y sencillo junto al dúo The Pipkins llamado Gimme Dat Ding), Sweet finalmente encontró el éxito con el tema «Funny Funny», lanzado en diciembre de 1970, casi un año antes de la salida del álbum que lo contenía, y fue el primero con el sello RCA Records.
A pesar de la inclusión en la cubierta del álbum recopilatorio The Sweet con Andy Scott, este no era en realidad un miembro de la banda hasta «Funny Funny» y no apareció en ninguna de estas grabaciones. En enero de 1971, la banda hizo su debut en la televisión del Reino Unido en un programa llamado Pop «Lift Off», interpretando dicho éxito.

### El éxito internacional
En marzo de 1971, «Funny Funny» se convirtió en su primer hit internacional, escalando al Top 20 en muchas de las listas del mundo. Aunque el siguiente sencillo, «All You'll Ever Get From Me» (mayo de 1971) fracasó y no se incluyó en el álbum, «Co-Co» (junio de 1971) se convirtió en otro éxito (UK #2). Sin embargo, el siguiente sencillo, «Alexander Graham Bell» (octubre de 1971) fue solo un éxito menor (UK #33).
El primer álbum oficial de Sweet fue titulado con el curioso y complejo nombre de Funny How Sweet Co-Co Can Be lanzado a finales de 1971, pero falló en las listas de ventas. Contiene una colección extrañamente entrañable de composiciones Chinn / Chapman (incluyendo «Chop Chop» y «Tom Tom Turnaround») más una versión de Lovin`Spooful, «Daydream» y otro de The Supremes, «Reflections».
El álbum fue bien recibido por los aficionados de la banda, pero no fue un serio contendiente para otras publicaciones en las listas, aunque RCA vendiera alrededor de 10 000 ejemplares. Cuando el LP se desvaneció en la oscuridad, los miembros de Sweet se vieron marcados por los críticos musicales, indicando una de las críticas más mordaces: "que solo eran una banda de sencillos de Top 40".
Además, Chinn y Chapman obstaculizaron la oportunidad de brillar a los miembros de la banda de tener más respetabilidad, trayendo músicos de sesión (al estilo de The Monkees) para tocar en las grabaciones, a pesar de que los integrantes de Sweet eran musicalmente competentes.
Por este motivo, la relación entre Sweet y la dupla compositora era cada vez más tensa. Otra razón importante fue que ellos no estaban contentos con la imagen “chiclosa” (pop) que se estaba etiquetando sobre ellos. Ante la insistencia de la banda y como un cambio consciente, sus lados B aparecieron con temas más pesados, por ejemplo, «Done Me Wrong All Right», el auto-escrito lado B de «Co-Co», tema que sorprendió a algunos oyentes que habían odiado su sonido pop, pero amaban su estilo rock y se dieron cuenta de que había más en la banda de lo que habían pensado.
Esta dicotomía de un “lado A chicle” y un “lado B de rock pesado” solo servía para confundir a sus fanes adolescentes. De hecho, en las actuaciones en directo el repertorio de The Sweet consistía en caras B, con canciones y popurrís de varios temas de rock and roll clásicos; rara vez fueron los sencillos lado A marca Chinn/Chapman los que tocaron en directo.
En febrero de 1972, «Poppa Joe» fue lanzado y alcanzó el Top 10 de las listas del Reino Unido en el número. Los siguientes dos sencillos del año fueron «Little Willy» y «Wig-Wam Bam», tema que alcanzó el número 4 en la misma lista. «Little Willy» alcanzó un sorprendente número 3 en la Billboard Hot 100 de Estados Unidos después de una reedición en 1973, convirtiéndose en el mayor éxito del grupo entre el público estadounidense. Aunque «Wig-Wam Bam» se mantuvo en gran medida fiel al estilo de las grabaciones anteriores de Sweet, las voces y guitarras tenían un sonido más duro, más rock que se justificó en gran parte porque fue el primer sencillo de Sweet en que los miembros reales de Sweet tocaron.
Esta transición, fue la que preparó el camino para el cambio musical que se produjo en enero de 1973, con el hit «Block Buster!» (el imperativo de «Block Buster!», más tarde fue a menudo falsamente asociado a las bombas de Blockbuster, aludiendo a los sonidos de sirena de la Segunda Guerra Mundial). Fue el sencillo más exitoso del grupo en el Reino Unido, el cual rápidamente alcanzó el número 1 en las listas del país. «Hell Raiser» fue lanzado en mayo y alcanzó la posición 2, el éxito fue repetido por los sencillos posteriores, «The Ballroom Blitz» (septiembre de 1973) y «Teenage Rampage» (enero de 1974).
Mención aparte merece el potente «The Ballroom Blitz» (o solo conocido como «Ballroom Blitz»), para muchos el tema más representativo de Sweet, canción escrita (como era lo usual) por el dúo Chinn/Chapman y lanzada previamente como sencillo en septiembre de 1973, fue número 1 en Australia y Canadá, número 2 en el Reino Unido y número 5 en Estados Unidos. En España fue traducida como «Alboroto en el salón de baile». Fue incluida en la versión americana de Desolation Boulevard, y no se encuentra en la versión británica original.
Como la popularidad del grupo creció, Sweet tuvo un apretado calendario de presentaciones en el Reino Unido y en el resto de Europa con apariciones promocionales en televisión, incluidos numerosos programas británicos como «Top of the Pops» y «Supersonic» en las franjas horarias de mayor audiencia.
Sweet pronto captó una atención notable en los adolescentes. En una aparición de «Block Buster!» en el programa «Top of the Pops», Steve Priest suscitó quejas después de que apareció disfrazado con un uniforme alemán y mostrando un brazalete con una esvástica nazi.
La banda también aprovechó la explosión del glam rock, rivalizando con Gary Glitter, T. Rex, Queen, Wizzard y Slade, etapa caracterizada por la ropa extravagante y botas de plataforma. Sin embargo, el auge del género empezó a decaer hacia finales de 1974 y con ello las agrupaciones más ligadas a este.

### La formación de una nueva imagen
En 1974 y en la cúspide de su fama, Sweet se había cansado del control artístico de Chinn y Chapman ejercido a lo largo de su carrera, por lo tanto, el grupo y Phil Wainman decidieron grabar sin el dúo. El segundo álbum Sweet Fanny Adams, fue su primer Top 40 en listas británicas de álbumes. La capacidad técnica de Sweet se demostró por primera vez cuando escribió canciones hard rock como «Sweet FA» y «Set Me Free». Sweet también dejó su imagen glam rock en favor de una más convencional apariencia hard rock. En respuesta a las críticas musicales en el Reino Unido, ellos se concentraron en demostrar sus talentos musicales con piezas escritas por ellos mismos.
En el cuidado LP «Sweet Fanny Adams» (primero para la banda llamándose solo como Sweet) el grupo apareció con sus características y agudas voces en armonías, lo cual fue una tendencia que continuó en todos los álbumes de Sweet. Al igual que otras bandas contemporáneas del Reino Unido como T. Rex y Queen, Sweet se ha reconocido como uno de los principales exponentes de las armonías de tono alto durante la década de 1970.
Durante las sesiones para el álbum, Brian Connolly fue herido en una pelea en Staines High Street, Londres. Su garganta estaba gravemente herida y su capacidad de cantar muy limitada. Priest y Scott debieron llenar con su propia voz como principal en algunos temas (»Into The Night» y «Restless»), mientras Connolly, bajo tratamiento de un especialista de Harley Street logró completar el álbum.
La banda no dio a conocer el incidente para no perjudicar las ventas del disco y luego dijeron a la prensa -después de editado el material- que se cancelaron todas las presentaciones debido a que Connolly tenía una infección de garganta.

### Desolation Boulevard
A inicios de 1974, Sweet recibió una aclamación pública de parte del guitarrista de The Who, Pete Townshend. La banda también fue frecuentemente citada por ellos, siendo una de sus principales influencias; era frecuente que Sweet interpretara un popurrí de sus temas en sus conciertos durante muchos años. A invitación de Townshend, Sweet fue citado para abrir un concierto de The Who, quienes estaban tocando en el campo de fútbol del Charlton Athletic.
En una actuación programada en The Valley, Londres, en junio de 1974, las graves contusiones en la garganta de Connolly les impidió el cumplimiento de la función. Algunos críticos sostienen que nunca la voz de Connolly se recuperó después de este incidente, y no fue capaz de cantar con la fuerza y la pureza que había en su álbum y sencillos previos. Hasta casi finales de ese año, el cantante fue capaz de actuar en vivo a plenitud.
Un segundo álbum fue lanzado en 1974 llamado Desolation Boulevard, prácticamente el punto culminante en la carrera de la agrupación. Uno de los temas de este álbum fue una versión de The Who: «My Generation» (no está presente en la versión de EE. UU. del mismo álbum). Este disco, producido por Mike Chapman en lugar del ahora difunto Phil Wainman, fue grabado en apenas seis días y ofreció un sonido más crudo 'en vivo'.
El primer sencillo del LP, el heavy-melódico “The Six Teens” (julio de 1974) fue un éxito Top 10 en el Reino Unido, Alemania y Países Bajos. Sin embargo, la publicación del sencillo posterior, “Turn It Up” (noviembre de 1974) solo alcanzó el lugar 41 en las listas del Reino Unido. “Turn It Up”, recibió una mínima radiodifusión en el Reino Unido y fue prohibida por algunas estaciones de radio debido a ciertas líricas polémicas: el contenido de “el sonido horrible de Dios” y “por el amor de Dios, voltea hacia abajo” fueron considerados “no aptos para la escucha de la familia”.

### The Sweet Singles AlbumyStrung Up
En 1975, RCA lanzó un álbum recopilatorio llamado The Sweet Singles Album (en Australia y Nueva Zelanda solamente). Este LP destaca dos grabaciones individuales, incluyendo los éxitos “The Ballroom Blitz”, “Teenage Rampage”, “Block Buster!” y “Hell Raiser”. El disco coincidió con su gira de Australia y Nueva Zelanda y fue un éxito de ventas. Un álbum doble, Strung Up fue lanzado en noviembre (salvo en EE. UU.), el cual contiene un disco en vivo (el primero para la banda) grabado en el Reino Unido en diciembre de 1973. El segundo disco fue una compilación de canciones publicadas anteriormente y sencillos lado B (además de una nueva canción por Chinn y Chapman: “I Wanna Be Committed”).
También al final del año Andy Scott lanzó su primer sencillo en solitario titulado “Lady Starlight”. Esto fue acompañado por un videoclip en solitario de Scott tocando la canción (una versión alternativa posterior se sumó a las versiones para Japón y EE. UU. en el disco de 1976 Give Us A Wink, y la del CD de Andy Scott “30 Years” con otra versión alternativa. Esta canción también apareció en Desolation Boulevard, pero con un suave remix.

### Escribiendo y produciendo su propio material
En 1975, Sweet volvió a los estudios para volver a organizar y grabar un pop más orientado al estilo de la canción “Fox On The Run”, que apareció originalmente en 1974 en el LP Desolation Boulevard. El tema fue el primer sencillo de Sweet, totalmente escrito y producido por sus cuatro integrantes; “Fox On The Run” (marzo de 1975), fue lanzado en todo el mundo y se convirtió instantáneamente en su mayor éxito de ventas, alcanzando el número uno en Alemania y Australia, número dos en el Reino Unido y los Países Bajos y el número cinco en los EE. UU. (en la edición en 1976).
La siguiente canción fue “Action” (julio de 1975), llegó al Reino Unido a la posición 15 (desde 1975, todos los discos editados por RCA y Polydor publicaron el nombre de la banda simplemente como Sweet).
A partir de ese momento confiaron en su propia composición y la capacidad de producción, Sweet pasó la segunda mitad de 1975 en Musicland en Múnich, Alemania, donde se registró el álbum Give Us A Wink! (el cuarto de estudio) con el ingeniero de sonido alemán Reinhold Mack, quien más tarde grabó con Electric Light Orchestra y coprodujo para Queen.
Sin embargo, esto coincidió con un descenso considerable e inevitable en el éxito del grupo.

### Disminución de la popularidad
Enero de 1976 vio el lanzamiento de “The Lies In Your Eyes”. Este sencillo no tuvo mucho éxito en todo el mundo, excepto en algunas partes de Europa y Australia. Como resultado de su falta de éxito, Australia fue el único país donde se publicó el segundo sencillo “4th of July”. Give Us A Wink! fue el primer álbum totalmente producido y escrito por ellos mismos y fue lanzado en marzo de 1976.
Durante ese año, Sweet intentó ganar popularidad en los Estados Unidos mediante la promoción de su nuevo material discográfico con un apretado programa de conciertos de más de cincuenta fechas. Durante una aparición en Santa Monica Civic Auditorium en Santa Mónica, California, el 24 de marzo, Sweet tocó “All Right Now” (clásico de Free) con Ritchie Blackmore, como un homenaje para conmemorar la muerte del guitarrista de dicha banda, Paul Kossoff.
El segundo sencillo del LP, “The Lies In Your Eyes” entró en el Top 10 en Alemania, los Países Bajos y Australia, pero solo alcanzó el puesto 35 en las listas británicas.
Entre octubre de 1976 y enero de 1977 Sweet escribió y grabó el nuevo material en el Kingsway Recorders y los estudios Audio Internacional de Londres, para su siguiente álbum. El primer sencillo del álbum aún no publicado fue “Lost Angels”, este sencillo fue solo un éxito en Alemania.
En abril de 1977, Off The Record fue puesto a la venta, y se convirtió en el último LP de Sweet bajo la etiqueta RCA. El siguiente sencillo del álbum, “Fever of Love”, representó para la banda la partida en una dirección hacia un estilo algo más euro pop hard rock. En este álbum, Sweet volvió a trabajar de nuevo con el ingeniero de “Give Us A Wink!”, Louis Austin, quien más tarde sería ingeniero de Def Leppard en su álbum debut de 1980, “On Through The Night”.
Los años 1976 y 1977 presentaron a Sweet con dos álbumes más orientados al acto teatral glam metal. Discos como “Give Us A Wink!” y “Off the Record” fueron, sin duda los LP de estudio más pesados de la agrupación. De hecho, en la lista Top 20 de EE. UU. Top 20 Chart entraron con “Action” como el grupo más duro, junto con “Stairway To The Stars”, el cual fue el sencillo final para el sello RCA en agosto de 1977.

### Ruptura con RCA y cambio de estilo
Sweet rompió con RCA a finales de 1977. El primer álbum para el nuevo sello Polydor, Level Headed (para muchos críticos su obra maestra), presentó a Sweet experimentando mediante la combinación de rock y los sonidos clásicos “a-la-clavesin”, un enfoque similar al de la banda británica Electric Light Orchestra (ELO). En efecto, el tema “Love Is Like Oxygen” se confunde a menudo con una canción de ELO.
En gran parte el álbum fue grabado en Château d'Hérouville cerca de París, Francia. La citada canción (y principal) dura casi 7 minutos en su versión de LP y presenta una brillante interpretación de guitarra acústica de Andy Scott, como nunca se había escuchado. En su versión para radio este intermedio aparece editado.
El resultado del disco ”Level Headed” representó una nueva dirección musical desde su influenciado estilo rock a lo Led Zeppelin, a una mezcla con baladas acompañadas de una orquesta de 30 piezas. La balada, "“Lettres d'amour”, destacó un dueto entre Brian y la cantante emergente Stevie Lange (que se convertiría en la principal cantante del grupo Night en 1979).
Mientras que la banda había visto a Andy Scott y Steve Priest cantando ocasionalmente en solo algunas pistas de los álbumes previos, en este su intervención vocal es mucho más significativa, en detrimento de la participación líder de Connolly, quien ya presagiaba abandonar a sus compañeros al no involucrarse de lleno como en otros trabajos. De hecho, el escocés solo intervino en la mitad de las canciones del álbum.
Con la adición del período de sesiones y giras, se incorporaron como músicos el teclista y guitarrista Gary Moberley y Nico Ramsden respectivamente, Sweet emprendió una breve gira europea y escandinava seguido de un único concierto en tierras británicas en el Hammersmith Odeon de Londres el 24 de febrero de 1978, el que sería prácticamente su despedida con la exitosa alineación.
En efecto, “Love Is Like Oxygen” (enero de 1978) fue su último Top 10 en el Reino Unido, EE. UU. y Alemania. Scott fue también nominado para un Ivor Novello Award por la co-composición de esta canción. Otro sencillo del álbum, “California Nights” (mayo de 1978), con Steve Priest como el cantante, alcanzó el puesto 23 en las listas alemanas y fue el último éxito relevante en la carrera de los Sweet.

### Salida de Brian Connolly
Entre marzo y mayo de 1978 Sweet tuvo una extensa gira por los Estados Unidos. En esta ocasión, sin embargo, se había reducido al estado de una banda de compañía para un tour de Bob Seger and the Silver Bullet Band.
La gira incluyó una fecha desastrosa en Birmingham, Alabama, en la que estuvieron los ejecutivos de Capitol Records entre el público asistente para ver a Brian Connolly dar una actuación ebrio e incoherente, que concluyó anticipadamente con su colapso en el escenario, dejando el resto del grupo para que tocara sin él. Este suceso marcó negativamente el futuro del grupo.
Sweet se reagrupó en Inglaterra antes de la reanudación del tour programado a finales de mayo de 1978, abandonando el acompañamiento musical a Seger y otras actuaciones para bandas como Foghat y Alice Cooper, hasta que reaparecieron en el Reino Unido a principios de julio de ese año.
El cuarteto comenzó a trabajar en su próximo álbum a mediados de agosto, con sesiones de composición en el Clearwell Castle. Lamentablemente, el alcoholismo de Brian era cada vez más problemático e influyó en las malas relaciones de sus compañeros hacia él.
Aunque todos los miembros de Sweet vivieron el estilo de vida de rock extremo durante los años 70 —con el alcohol, las drogas y las mujeres, entre otras cosas—, los otros no fueron tan gravemente afectados como Connolly. Andy Scott dijo a la revista Mojo en 2008: “Creo que se hubiera sabido que era un problema [con Brian] ya en la primera gira de EE.UU. En 1975 decíamos: ‘Vamos a intentar tener un día no potable’ [sin licor], pero era difícil”. Esta situación motivó el prematuro y acelerado deterioro en la salud de Connolly, que propició un ataque cardíaco masivo en 1981, cuando solo contaba con 36 años de edad, del cual nunca se repuso por completo.
A finales de octubre de 1978 Sweet llegó al estudio de The Town House, en Shepherds Bush, Londres para escribir y grabar nuevo material para su siguiente álbum.
Una serie de pistas con Connolly fueron registradas, pero se consideraron de calidad insatisfactoria y sus contribuciones fueron borradas del disco posterior Cut Above The Rest —nombre por demás sugestivo, puesto que terminaron editándolo como un trío y con la regrabación del material—, el séptimo en la carrera de la agrupación.
Dos últimos temas donde se escuchaba la voz principal de Brian (notablemente con menor energía), “That Girl” y “Play All Night”, se recuperaron de las sesiones aunque nunca se publicaron oficialmente. De hecho, Connolly no aparece en los créditos del álbum, a pesar de que era un miembro de la banda en ese momento. “Play All Night” fue regrabada con Priest en las voces para el LP y “Log One (That Girl)” fue publicada finalmente en el disco recopilatorio Platinum Rare que contiene algunas canciones inéditas de Sweet.
El 23 de febrero de 1979, se anunció la salida oficial y definitiva de Brian Connolly del grupo. Públicamente, él dijo que seguiría una carrera en solitario con un interés en la grabación de country rock.
Sweet continuó como un trío con Tucker, Scott y Priest (este último ahora tanto tocando el bajo como en la voz principal). Scott dijo que Ronnie James Dio, que acababa de partir de Rainbow, fue abordado en enero de 1979 para unirse como nuevo cantante del grupo. Pero Priest lo niega. En cualquier caso, Dio terminó uniéndose a Black Sabbath poco tiempo después.
El teclista Gary Moberley continuó colaborando con el grupo en el escenario y en grabaciones, así como el guitarrista Ray McRiner también se sumó para su gira en 1979. Ambos contribuyeron con las canciones para su próximo álbum, Waters Edge, que fue lanzado en Europa bajo ese título y como Sweet VI en América.
Un álbum final de estudio, llamado Identity Crisis (otro título que reflejaba lo que sucedía con la banda) fue grabado entre 1980 y 1981 y con él Sweet llevó a cabo su último show en vivo en la Universidad de Glasgow, Escocia, el 20 de marzo de 1981. Los dos discos reportaron ventas muy flojas, y los críticos los terminaron por enviar al olvido.
Sweet oficialmente desapareció en 1982, en vista de la relativamente poca popularidad que despertaba la agrupación ante una audiencia que ya tenía otras preferencias musicales.

## Reuniones y nuevas formaciones

### Re-formación
En 1985, Scott y Tucker reformaron Sweet con nuevos músicos, el cantante Paul Mario Day (ex Iron Maiden, ex More, ex Wildfire), el teclista Phil Lanzon (ex Grand Prix, ex Lionheart, ahora con Uriah Heep), y el bajista Malcolm McNulty (que ahora es el cantante de los roqueros glam Slade). Priest fue invitado a unirse a Tucker y a Scott para una gira por Australia de 1986, pero él se negó. El cantante Day terminó casándose con la guía de turismo australiana de la banda y continuó por un corto tiempo con Sweet, acompañándolos en los desplazamientos que iban y venían por Europa hasta que estos resultaron ser demasiado engorrosos para su estilo de vida. Salió a finales de 1988.
Como McNulty se trasladó al lugar del cantante, Jeff Brown vino a hacerse cargo del bajo a principios de 1989. Lanzon también iba y venía entre Swwet y Uriah Heep durante 1986-1988 hasta que la agenda de Heep creció demasiado para mantenerlo ocupado con ellos. Ian Gibbons (que había tocado con The Kinks y The Records) y luego Malcolm Pearson, llegaron en lugar de Lanzon hasta ocupar dicho puesto Steve Mann (ex Liar, ex Lionheart, ex McAuley Schenker Group), quien arribó en diciembre de 1989 por un extenso período de cinco años y medio.
En 1991, Tucker partió en definitiva debido a su mala salud.

### Carrera en solitario de Connolly
Después de salir de Sweet en 1979, Connolly publicó dos singles en solitario para Polydor en Alemania, que fueron “Take Away The Music” y “Do You Know A Lady”, ambos éxitos menores en 1980. Otro tema se tituló “Hypnotized” (escrita por Joe Lynn Turner), publicado en 1982 bajo la etiqueta Carrere en el Reino Unido y RCA en Alemania.
Connolly viajó a principios de 1980 como Connolly Encore o “la banda de Brian Connolly” antes de tomar el nombre de Sweet Brian Connolly (o New Sweet, como fue conocido brevemente) en 1984.
A pesar de sus serios problemas de salud, Connolly viajó por el Reino Unido y el circuito europeo de forma regular durante las décadas de 1980 y 1990, respaldado por sus bandas Brian Connolly, New Sweet y Sweet, tocando una mezcla de los viejos éxitos de los 70 y otras versiones.
La última presentación de su trabajo en vivo fue el 5 de diciembre de 1996 en Bristol, Inglaterra (solo dos meses antes de su muerte), pero luego canceló la gira por problemas contractuales y en definitiva por enfermedad.

### Carrera en solitario de Scott
Scott lanzó su segundo sencillo “Gotta See Jane”, en 1983, bajo el nombre de “Ladders”. Fue una versión del hit de R. Dean Taylor con Motown, tema producido por él mismo y por Louis Austin, quien trabajó con Sweet como ingeniero de sonido en tiempos pasados.
El lado B “Krugerrands” fue sacado a continuación como un sencillo (bajo el verdadero nombre de Andy Scott), pero al igual que su predecesor, pasó totalmente inadvertido en listas, a excepción de Sudáfrica, donde llegó al Top 10.
En 1984, Scott publicó dos sencillos más, “Let Her Dance” e “Invisible”. Su único verdadero éxito como solista fue “Lady Starlight” en 1974.
Su álbum “30 Years”, fue lanzado en 1983 bajo el sello Repertoire Records, la cual fue una recopilación de todos sus proyectos en solitario, incluyendo demos.

### Reuniones y la muerte de Brian Connolly, Mick Tucker y Steve Priest
En 1988, el productor Mike Chapman contactó a los cuatro miembros de Sweet y les ofreció financiar una sesión de grabaciones con MCA Records en su estudio en Los Ángeles, California, por primera vez en nueve años. Sin embargo, la reunión fue breve y desagradable; se grabaron algunas versiones de estudio de “Action” y "The Ballroom Blitz", pero la voz de Connolly fue considerada insatisfactoria por los tres miembros restantes y su productor, sumado al mal estado físico del cantante. por lo que decidieron no seguir adelante.
En 1990, los cuatro integrantes originales se volvieron a unir para la promoción de un documental de música en vídeo, titulado Sweet Ballroom Blitz. Este material, editado en el Reino Unido, contenía sus actuaciones de televisión en el país dursnte la década de 1970, e incluyó entrevistas recientes. Fue lanzado por Tower Records, Londres y fue la última vez que se les vio juntos.
Brian Francis [McManus] Connolly murió de insuficiencia hepática y ataques cardíacos repetidos, atribuido a su alcoholismo crónico, el 9 de febrero de 1997, a sus 51 años. En 1981 ya había sufrido un ataque cardíaco masivo mientras estaba en un hospital de la capital británica al que sobrevivió, pero su salud se vio afectada de manera permanente con una parálisis en su lado izquierdo, que más tarde se convertiría en una condición del sistema nervioso. La mayoría cree que el episodio fue provocado por una ingesta muy alta de alcohol por Brian, junto con el uso de medicamentos diuréticos recetados para bajar de peso. En ese momento era un bebedor habitual de whisky y brandy.
Al respecto él mismo presumió en ocasiones sobre su delicada condición clínica en algunas entrevistas: “He tenido más ataques cardíacos que cualquier otro hombre que todavía viva”.
Fue incinerado tras una ceremonia en la iglesia católica del Santísimo Nombre en el Old Mill Lane, Denham, Buckinghamshire y sus cenizas fueron esparcidas sobre el agua por sus hijas adultas Nicola y Michelle. También dejó una exesposa, Marilyn, y un niño de dos años, llamado Brian James (B.J.) por su novia, Jean.
Michael Thomas (Mick) Tucker falleció el 14 de febrero de 2002 en Welwyn Garden City, Hertfordshire, de leucemia (enfermedad que lo alejó de la música), a sus 54 años, y su funeral se llevó a cabo el 25 de febrero de 2002. Combatió contra la mortal enfermedad por cinco años sin éxito y está enterrado en una tumba (sin nombre) en el cementerio Chorleywood House. Se caracteriza por un ángel dormido. Un banco de madera con una placa de bronce financiado por los fanes como una dedicación a Mick también está situado en las cercanías de la tumba. Dejó una viuda, Jan, y una hija Ayston de su primer matrimonio con Pauline († 1979).
Según Steve Priest: “Él fue el baterista más infravalorado que nunca salió de Inglaterra. Fue el centro neurálgico de la banda. Era técnicamente maravilloso. Su tempo fue impecable, pero había un montón de alma buena y él realmente sentía lo que estaba tocando”.
El 4 de junio de 2020 Steve Priest falleció a los 72 años por causas no reveladas, y desde entonces Andy Scott es el único miembro vivo de la formación clásica.

## Versiones de Andy Scott y Steve Priest

### Versión de The Sweet de Andy Scott
Después de la separación de Tucker con la banda de Scott en 1991, dos baterías, Holger Andy & Bobby Andersen, subieron a bordo. Alemán Bodo Schopf (ex McAuley Schenker Group) Y luego se incorporó al trono hasta 1993 cuando Bruce Bisland (ex Weapons, ex Wildfire, ex Praying Mantis) llegó para quedarse. Después de la salida de Tucker, Scott cambió el nombre de la banda a 'Sweet Andy Scott's'. Después de la muerte de Mick Tucker en 2002, Scott truncó el nombre de la banda a simplemente “The Sweet”, una vez más.
Mal McNulty partió en 1994, aunque volvería brevemente ese año para relleno de Jeff Brown en el bajo (como lo sería en 1995 de nuevo como cantante en algunas fechas, mientras que Rocky Newton tocó en el bajo). El teclista fundador de la banda Gary Moberley y Ian Gibbons también hicieron de relleno en las giras con el grupo de ese año, al igual que Chris Goulstone. Chad Brown (ex–Lionheart, ninguna relación con Jeff Brown) fue el nuevo cantante.
En 1996 Mann se marchó y Gibbons volvió por un breve tiempo antes de que Steve Grant (ex The Animals) se convirtiera en el teclista permanente. Al salir de Chad Brown en 1998, Jeff Brown asumió la voz principal, así como con sus funciones en el bajo la banda fue una vez más un cuarteto. Después de esto, Sweet estaba nuevamente estable para los próximos cinco años.
A mediados de la década de 2000 traería de nuevo cambios internos. Tony O'Hora (ex -Onslaught, Power Junkies, Praying Mantis), sustituyó a Jeff Brown como cantante luego de que este los abandonara para unirse a BC Sweet (los restos de la alineación de Brian Connolly, que continuó como una banda tributo después de la muerte del escocés), junto con el teclista Gary Moberley. Ian Gibbons regresó por una temporada como tercer relleno de teclista en junio de 2005 para un concierto en las Islas Feroe (Dinamarca).
Pero entonces O'Hora decidió separarse a finales de 2005. Los cantantes, Mark Thompson Smith (ex–Praying Mantis) en noviembre de 2005 y Tony Mills (ex Shy, ex Siam, ahora con TNT). A principios de 2006 vino y se fue. Grant incluso saltó de teclados para ser la voz solista, e incluso el bajo cuando fue necesario, en las fechas en que el grupo no tenía cantante (Phil Lanzon, a continuación, Steve Mann, volvió temporalmente en las teclas cuando Grant era el cantante). Jo Burt (ex Black Sabbath) fue el bajista temporal en octubre / noviembre de 2005.
El grupo finalmente consiguió un nuevo cantante permanente cuando Peter Lincoln (ex Sailor) llegó en julio de 2006. La formación se compone actualmente de Andy Scott, Bruce Bisland, Steve Grant, y Peter Lincoln.
Scott ha produjo recientemente un nuevo álbum de Suzi Quatro, Back To The Drive, publicado en febrero de 2006. Marzo 2006 vio el lanzamiento del álbum de su banda en EE. UU. llamado Sweetlife (desde 2002). En octubre de 2006, Scott protagonizó una representación para ayudar a salvar a su equipo de fútbol de la ciudad natal (Wrexham, Gales), que atraviesa por graves dificultades financieras.
Del 26 de abril al 13 de mayo de 2007 Andy tocó en Alemania, Bélgica, Austria e Italia, y en esta gira tocó canciones de Sweet Fanny Adams, incluidos algunos de sus otros éxitos.
El 24 y 25 de mayo de 2007, la banda tocó en Porto Alegre y Curitiba, Brasil, su primera y única presentación en América del Sur. La gira se llamó “Sweet Fanny Adams Tour”. La banda estuvo de gira de nuevo en marzo de 2008 bajo la bandera “Sweet Fanny Adams Revisited Tour”.
En mayo y junio de 2008, Sweet Andy eran parte del tour “Glitz Blitz & 70s Hitz” del Reino Unido, junto con The Rubettes y Showaddywaddy.
El 19 de junio de 2009, los aficionados de todo el mundo celebraron el cumpleaños 60 de Andy en The Robin 2, Bilston, Reino Unido. Sweet Andy tocó por dos horas un concierto de rock con las canciones de Sweet Fanny Adams, Live For Today, Dream On y un par de covers, Parklife llamado Sweetlife esa noche y Sex On Fire. Al mismo tiempo, el sitio web personal de Andy fue lanzado como una base de datos de información sobre su trabajo como músico, productor y cantante.

### Versión de The Sweet de Steve Priest
Steve Priest se trasladó a vivir a los EE. UU. en 1979. A finales de 1980 en Nueva York, formó una banda llamada “The Allies”, con el guitarrista Marco Delmar y el batería Steve Misal. Su canción “Talk to Me” fue utilizada en la película de 1989 Fast Food.
Finalmente, Steve emigró a Los Ángeles en 1986. Después de lanzar su autobiografía, “Are You Ready, Steve?” (una alusión a la línea inicial de The Ballroom Blitz) en 1994, pasó algún tiempo haciendo el trabajo de producción. En 2006, publicó “Priest's Precious Poems”, un CD compuesto de material de diversos proyectos en los que había participado, no solo con The Allies, sino también con el músico David Arkenstone y con su cuenta en solitario.
En enero de 2008, Steve Priest montó su propia versión de The Sweet, en Los Ángeles, California. Se sumó su compañero británico Stuart Smith, un viejo amigo y un antiguo componente de las bandas de Sidewinder y Heaven & Earth, en la guitarra. El nativo de la ciudad, Richie Onori, y compañero de Smith en Heaven & Earth, fue traído para la batería. El lugar del teclado fue propiedad del ex Crow y de World Classic Rockers, Stevie Stewart. El líder y cantante Joe Retta fue traído para completar la alineación.
Después de una primera comparecencia en la estación radial de rock de Los Ángeles, 95.5 KLOS, en el popular programa radiofónico Mark & Brian, comenzó la gira “Are you ready Steve?” en el Whisky a Go Go en Hollywood, el 12 de junio de 2008. La banda pasó los próximos meses tocando en festivales y conciertos en todo EE. UU. y Canadá, incluyendo, entre otros escenarios: Moondance Jam en Walker, MN; encabezando el Rock 'n' Resort Festival de N. Lawrence, OH, Londres, Ontario's Rock The Park en Canadá, otro concierto encabezando en el Festival de las Luces de Peterborough, The Common Ground Festival en Lansing, Míchigan, y finalmente, un concierto a beneficio de las víctimas de los incendios forestales en California en el Qualcomm Stadium en San Diego, CA.
En enero de 2009, The Sweet no solo se presentó en el Industry's Pollstar Awards, sino que también tuvo una breve actuación en el teatro Nokia, donde se celebró el evento, siendo la primera vez en la historia de la ceremonia que una banda se ha presentado a la feria. Además de los conciertos locales en el House of Blues de Sunset Strip y Universal Citywalk.
El 2009 vio el retorno de la banda a Canadá para giras agotadas, espectáculos en el Teatro Mae Wilson y Casino Regina, así como el Nakusp Music Festival y el Rockin 'The Fields en Minnedosa, Manitoba. Festivales de EE. UU. han incluido la mitad de Minnesota Jam, Rockin 'Ríos de Montana (con Pat Travers y Peter Frampton), y dos fines de espectáculos de verano en la playa de Santa Cruz Boardwalk.
El nuevo grupo grabó una versión del clásico de los Beatles “Ticket to Ride”, que fue incluido en la publicación de Cleopatra Records Abbey Road, un CD tributo a los Fab Four, que se publicó el 24 de marzo de 2009. La banda continúa tocando, y en marzo de 2011 inició su gira por Sudamérica acompañando a Journey.
Una vista previa del nuevo CD de la banda, “Live in America”, que fue grabado en vivo en el Casino Morongo en Cabazon, California el 30 de agosto de 2008, se presentó en el programa “Front Row” de KLOS el 12 de abril de 2009. El CD, que fue vendido en la shows y a través de la tienda en línea de la banda, fue lanzado en todo el mundo en un acuerdo exclusivo con Amazon.com el 21 de julio de 2009. La publicación ha cosechado críticas favorables de The Rock n Roll Report, Classic Rock Revisited y Hard Rock Haven, entre otros.

## Sweet al día de hoy
La discográfica Anagram Records resucitó algunos de los éxitos de la banda en el mix «It's.. It's... The Sweet Mix» (como lado B fue «Fox On The Run») en diciembre de 1984. El sencillo llegó a un discreto sitio 45 en el Reino Unido y fue la última publicación de Sweet en sencillo disponible a la fecha.
«The Ballroom Blitz» se incluyó en la banda sonora del taquillero film Wayne's World en 1992 (cover por Tia Carrere), haciendo resurgir la popularidad de la banda.
El sello alemán Repertoire Records publicó en agosto de 1999 un recopilatorio de grabaciones de Sweet hasta entonces inéditas, a la que llamó The Sweet: Platinum Rare. Entre los temas más interesantes están dos canciones que fueron eliminadas de las sesiones originales de 1978 para Cut Above The Rest, en las que se escucha la voz de Brian Connolly.
El 28 de abril de 2009, se lanzaron dos nuevos discos recopilatorios de su carrera, que abarcan grandes éxitos en un álbum llamado Action: The Anthology Sweet. Fue lanzado por Shout Factory y recibió unas codiciadas cuatro estrellas (de 5) en el ranking de la revista Rolling Stone.
En 2009 la biografía de Brian Connolly, titulada The Man Who Sang Blockbuster y escrita por el autor Brian Manly, fue publicada y está disponible.

## Influencias y artistas similares

### Influencias
Sweet (y otros críticos) frecuentemente han nombrado a diferentes bandas como influencia: The Beatles, The Who, The Move, The Hollies, Deep Purple, Jeff Beck, The Kinks, Cream, The Beach Boys, Three Dog Night, The Monkees, The Archies, Sandy Nelson, Pink Floyd y Led Zeppelin.

### Artistas similares
Asiduamente, críticos han comparado a Sweet con otros artistas, populares, tales como:
Starz, Slade, Suzi Quatro, Queen, Cheap Trick, The Babys, Ratt, Dokken, Mötley Crüe, Def Leppard, Boston, Alice Cooper, Five Man Electrical Band, Rick Derringer, Deep Purple, Electric Light Orchestra, Poison, Cinderella con Tom Keifer, Gary Glitter y Mud.[cita requerida]

## Miembros que han integrado la banda

### Línea de tiempo
No se puede compilar la entrada de EasyTimeline:

Timeline generation failed: More than 10 errors found

Line 11: id:vocals value:red legend:Voz

- Data expected for command 'Colors', but line is not indented.

```
 

```

Line 11: id:vocals value:red legend:Voz

- Invalid statement. No '=' found.

Line 12: id:guitar value:green legend:Guitarra

- Invalid statement. No '=' found.

Line 13: id:bass value:blue legend:Bajo

- Invalid statement. No '=' found.

Line 14: id:drums value:yellow legend:Batería

- Invalid statement. No '=' found.

Line 15: id:keys value:purple legend:Teclados

- Invalid statement. No '=' found.

Line 16: id:studio value:black legend:Studio_Album

- Invalid statement. No '=' found.

Line 17: id:bars value:gray(0.95)

- Invalid statement. No '=' found.

Line 18: BackgroundColors = bars:bars

- BackgroundColors definition invalid. Attribute 'bars' unknown color 'bars'.

```
 Specify command 'Color' before this command.

```

Line 20: color:studio layer:back

- Data expected for command 'LineData', but line is not indented.

```
 

```

Line 20: color:studio layer:back

- Invalid statement. No '=' found.

## Discografía

### Álbumes de estudio
- 1971: Funny How Sweet Co-Co Can Be
- 1974: Sweet Fanny Adams
- 1974: Desolation Boulevard
- 1976: Give Us a Wink
- 1977: Off The Record
- 1978: Level Headed
- 1979: Cut Above the Rest
- 1980: Waters Edge
- 1982: Identity Crisis